# テッポウエビ
テッポウエビ（鉄砲蝦、学名: Alpheus brevicristatus）は、十脚目テッポウエビ科に分類されるエビの一種。日本を含む東アジア沿岸海域に分布し、内湾・浅海の砂泥底に生息する。日本各地の干潟で見られるテッポウエビ科の中では最大級であり、よく知られた種類でもある。

## 形態
成体は体長50-70mmほど、さらに第一歩脚は大きな鉗脚（かんきゃく : はさみ）として発達し、これを含めると大型個体は100mmを超える。
額角は棘状で短く、その両端に小さな複眼が黒点として確認できるが、これは頭胸甲に覆われている。第一歩脚は左右で太さと形態が異なる。大きい方は掌部（中ほどの関節からはさみのつけ根まで）は指部（はさみ）の3倍ほど長くて重厚、指部は短いが太くて鋭い。小さい方は逆に指部が掌部の3倍あり、咬み合わせ部分に隙間がある細長いはさみとなる。大きい方のはさみを一旦開いてかち合わせ、「パチン！」という大きな破裂音を出すことができる。これはキャビテーションの原理を利用したもので、敵に遭遇した時の威嚇や、獲物を気絶させる時にこの行動を行う。第二歩脚も鉗脚だが、第一歩脚より細く、はさみも小さい。生時の体色は淡緑褐色で、背面には淡い白斑が散らばる。頭胸甲上には斜めの細い帯模様が2-3本あるが背面で途切れる。またこのキャビテーション時に生じるバブルパルスによって水分子が水電解反応しイオン化した酸素と水素から再び水分子合成反応熱により4400℃のプラズマ状態に達するソノルミネッセンスが観測される。また、これによって発生した気泡は時速100キロ以上の速さで獲物に向けて放出され、約218デシベル（至近で聞く落雷の音量約140デシベルより大きく耳に危険な音量）の音が1秒程度鳴る。
類似種はオニテッポウエビ A. digitalis、テナガテッポウエビ A. japonicus など多く知られるが、本種は第一歩脚の小さい方の指部が特に長いうえに湾曲していてはさみ部分に隙間ができること、大きい方の第一歩脚掌部に窪みが殆どなく単純な四角形であること等で区別できる。またハサミシャコエビ Laomedia astacina、アナジャコ Upogebia major、ニホンスナモグリ Nihonotrypaea japonica 等も本種と似ているが、これらは破裂音は出さない。

## 生態
ロシア極東、日本、中国まで、東アジアの沿岸海域に分布する。熱帯地方に多くの種類が知られるテッポウエビ科にあって、本種は比較的分布域が狭いが高緯度地域まで分布する点が特徴といえる。
内湾・浅海の砂泥底に直径数cm・深さ数十cmほどの巣穴を掘り、つがいで生息する。巣穴は海底に斜めに開口し、片側に砂泥を積み上げたもので、干潟の潮間帯下部、あるいはアマモ、コアマモ、ウミヒルモ等の藻場でも見られる。巣穴から出ることは殆どなく、たまに巣穴の口へ砂泥を押し出し、すぐに奥へ引っこむ。
なお本種の巣穴にはスジハゼ類 Acentrogobius、イトヒキハゼ Myersina filifer 等、海岸性のハゼ類が同居し、時にこれらのハゼ類が巣の出入り口に留まっているのが観察できる。視覚に優れたハゼ類が敵を見つけてテッポウエビに知らせ、テッポウエビが作り上げた巣穴にともに隠れる共生関係とみられる。
食性は雑食性で、藻類や小動物を捕食する。主な天敵はカサゴ、コチ、スズキ、クロダイ等の肉食魚、コウイカ、テナガダコ等の頭足類である。
本種は狙って漁獲されることはほとんどなく、食用にもならないが、産業種の餌生物として、またはハゼ類との共生も知られる。干潟では巣穴を掘り返すと比較的容易に捕獲できるが、破裂音を出す鉗脚は出血するほど強力なので要注意。また鉗脚や歩脚をつかむと自切しやすい。